# جان كارلوس دي بريتو
جان كارلوس دي بريتو هو لاعب كرة قدم برازيلي في مركز الدفاع، ولد في 9 يونيو 1995 في غويانيا في البرازيل. لعب مع نادي هاماربي.

## وصلات خارجية
- جان كارلوس دي بريتو على موقع اتحاد السويد (السويدية)
- جان كارلوس دي بريتو على موقع قاعدة بيانات كرة القدم.إي يو (الإنجليزية)
- جان كارلوس دي بريتو على موقع Soccerway.com (الإنجليزية)